# 田红旗
田红旗（1959年12月11日—），女，汉族，河南鲁山人，中国轨道交通工程技术专家，中国国民党革命委员会副主席，前中南大学校长，第十三届全国人民代表大会代表和常委，曾任第十一届、十二届全国政协委员。

## 生平
1982年1月于长沙铁道学院（现中南大学铁道学院）机械系铁道车辆专业毕业留校任教，1986年12月晋升讲师，1993年5月晋升副教授，1997年7月晋升教授，1999年取得中国空气动力研究与发展中心空气动力学专业博士学位。2002年4月，任中南大学交通运输工程学院副院长。2003年10月，任“轨道交通安全”教育部重点实验室主任。2005年被聘为长江学者特聘教授。2008年，当选第十一届全国政协委员，代表无党派人士，分入第十四组。2008年9月，任中南大学校长助理。2010年4月，任中南大学副校长。2014年10月，任民革湖南省委主任委员。
2015年12月，当选为中国工程院机械与运载工程学部院士。2016年6月，当选为中国工程院副院长。
2017年6月1日，任中南大学校长，成为该校首位女校长。
2017年12月，當選第十三屆民革中央副主席。2018年3月，成为第十三届全国人民代表大会教育科学文化卫生委员会委员。
2021年12月，当选湖南省科协第十一届委员会主席。
2022年9月，不再担任中南大学校长。同年12月，当选为第十四届民革中央副主席。

## 荣誉
她主持研建世界上唯一的“青藏铁路极端恶劣风环境下行车安全保障系统”，确保列车多年来在高原恶劣风环境下的行车安全，实现了铁路运输应对恶劣风灾害能力的重大技术突破。“大风预警系统”作为“青藏铁路工程”的核心技术之一，获得中国科技进步特等奖。
她获得5项国家科技奖，其中2项国家科技进步特等奖、1项国家科技进步一等奖、1项国家技术发明二等奖、2项国家科技进步二等奖。并获何梁何利科技进步奖、詹天佑铁道科学技术奖成就奖、光华工程科技奖、光召科技奖等。